# R'Dheidhi
R'Dheidhi (ou Rdheidhi, en arabe : ارظيظيع) est une commune rurale du sud de la Mauritanie, située dans le département de Barkewol de la région d'Assaba.

## Géographie
La commune de R'Dheidhi est située au nord-ouest dans la région d'Assaba et elle s'étend sur 1 000 km2.
Elle est délimitée au nord par les communes de Djonaba et de Sangrave, à l’est par la commune de Boulahrath, au sud par la commune d'El Ghabra, à l'ouest par les communes de Melzem Teichet et de Mal.

## Histoire
R'Dheidhi a été érigée en commune par l'ordonnance du 20 octobre 1987 instituant les communes de Mauritanie.

## Démographie
Lors du Recensement général de la population et de l'habitat (RGPH) de 2000, R'Dheidhi comptait 6 315 habitants.
Lors du RGPH de 2013, la commune en comptait 8 774, soit une croissance annuelle de 2,7 % sur 13 ans.

## Économie
L'agriculture est au centre de l'économie de R'Dheidhi, comme quasiment toutes les communes de la région. Mais cette économie est fragile car elle rencontre des obstacles à son développement, notamment les conditions climatiques ou le manque de moyens des agriculteurs. Pour faire face à ces obstacles, l'état ou différentes ONG financent des projets qui améliorent les conditions de vie des habitants.
En novembre 2021, deux barrages ont été inaugurés dans le village d'Ejar Ehl Bouhli, qui fait partie de R'Dheidhi, pour permettre une amélioration de l'agriculture locale.